# نیروی هوایی هجدهم
نیروی هوایی هجدهم (انگلیسی: Eighteenth Air Force) تنها نیروی هوایی شماره‌دار مستقر در فرماندهی تحرک هوایی است، که به‌عنوان یکی از بزرگ‌ترین نیروهای هوایی شماره‌گذاری‌شده در نیروی هوایی ایالات متحده آمریکا فعالیت می‌کند. نیروی هوایی هجدهم در ۲۸ مارس ۱۹۵۱ فعال شد، در ۱ ژانویه ۱۹۵۸ غیرفعال گردید و در ۱ اکتبر ۲۰۰۳ بار دیگر فعالیت خود را از سر گرفت. ستاد مرکزی این نیرو در پایگاه نیروی هوایی اسکات، در ایالت ایلینوی قرار دارد.
نیروی هوایی هجدهم، آمادگی و پشتیبانی تقریباً ۳۳ هزار نیروی فعال، ذخیره نیروی هوایی و غیرنظامی را در ۱۲ بال هوایی فرماندهی و کنترل می‌کند. با بیش از ۴۰۰ هواپیما، نیروی هوایی هجدهم از مأموریت جهانی فرماندهی تحرک هوایی در ارائه تحرک سریع جهانی به نیروهای مسلح آمریکا از طریق حمل و نقل هوایی، سوخت‌گیری هوایی و تخلیه پزشکی هوایی پشتیبانی می‌کند.
هواپیماهای مورد استفاده در این نیرو شامل لاکهید سی-۵ گالکسی، بوئینگ سی-۱۷ گلوبمستر ۳، لاکهید سی-۱۳۰ هرکولس، بوئینگ کی‌سی-۴۶ پگاسوس، بوئینگ کی‌سی-۱۳۵ استراتوتانکر است و هواپیماهای پشتیبانی عملیاتی شامل بوئینگ وی‌سی-۲۵، بوئینگ ۷۴۷، گلف‌استریم ۳، بوئینگ ۷۵۷، گلف‌استریم ۵، گلف‌استریم جی۵۵۰ و بوئینگ سی-۴۰ کلیپر می‌باشند.